# ピペリシン
ピペリシン（Pipericine）とは、IUPAC系統名(2E,4Z)-N-(2-メチルプロピル)オクタデカ-2,4-ジエンアミド［(2E,4Z)-N-(2-methylpropyl)octadeca-2,4-dienamide］で示される脂肪酸アミドのことである。

## 構造

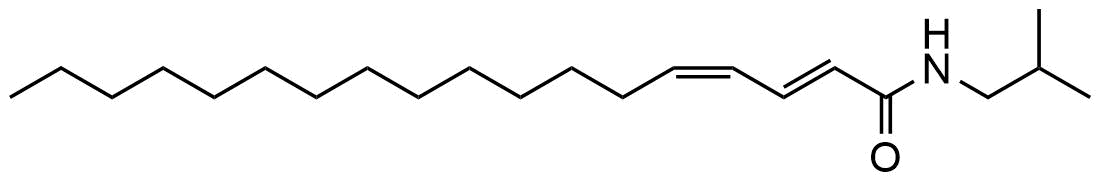
ピペリシンの構造

ピペリシンは、化学式C22H41NO、分子量335.57の有機化合物である。系統名から判るように、ジ不飽和脂肪酸である(2E,4Z)-オクタデカ-2,4-ジエン酸と、2-メチルプロパン-1-アミン（イソブチルアミン）とが脱水縮合して、アミドを形成した化合物である。なお、アミド結合を持つことと、上記の化学式から明らかなように、分子中に含まれる窒素と酸素はこのアミド結合の部分に存在しており、それ以外の部分は全て炭化水素基から成っている。

## 所在
ピペリシンは、1997年Siddiquiらによって、コショウ（学名：Piper nigrum）の果実から単離、構造決定された。

## 混同注意
カタカナ表記ではピペリシン（Pipericine）と似た名称ながら、全く異なる構造を有する化合物が存在する。例えば、ピペリジン（Piperidine）は、六員環の複素環式アミンである（ピペリジンもまたコショウにちなんで命名された）。また、ヒペリシン（Hypericin）は、セイヨウオトギリソウ（学名：Hypericum perforatum）に含まれる生理活性物質の中でも、主要な成分の1つとして数えられる赤色色素である。